# Erlsdorf
 Erlsdorf  ist ein Gemeindeteil der Stadt Hofheim in Unterfranken im Landkreis Haßberge in Bayern.

## Geographie und Verkehrsanbindung
Der Weiler liegt 5,5 km nordöstlich von Hofheim. Am nördlichen Ortsrand fließt die Baunach, ein rechter Nebenfluss des Mains. Direkt im Süden verläuft die Kreisstraße HAS 40 von Hofheim nach Gemeinfeld.

## Geschichte
Der Ort wurde 1231 erstmals erwähnt. Bis 1920 war er eine Exklave von Sachsen-Coburg und Gotha mit Zollschranken zum bayerischen Umland. 1920 kam er mit Coburg zu Bayern.
Am 1. Januar 1972 wurde die Gemeinde Erlsdorf im Zuge der Gebietsreform in Bayern in die Stadt Hofheim eingegliedert.

## Baudenkmäler
Siehe: Liste der Baudenkmäler in Hofheim in Unterfranken#Erlsdorf